# Curitiba Challenger 1983
Il Curitiba Challenger 1983 è stato un torneo di tennis facente parte della categoria ATP Challenger Series nell'ambito dell'ATP Challenger Series 1983. Il torneo si è giocato a Curitiba in Brasile dal 4 al 10 aprile 1983 su campi in cemento.

## Vincitori

### Singolare
Zoltán Kuhárszky ha battuto in finale  Julio Goes con il punteggio di 6–2, 7–6

### Doppio
David Carter /  Steve Meister hanno battuto in finale  Givaldo Barbosa /  João Soares con il punteggio di 6–3, 6–3